# Steve Francis
Steve De'Shawn Francis (ur. 21 lutego 1977 w Takoma Park) – amerykański koszykarz, występujący na pozycji obrońcy.
Francis został wybrany w drafcie z numerem 2. w 1999 przez Vancouver Grizzlies. Grał w: Houston Rockets (1999–2004), Orlando Magic (2004–2006), New York Knicks (2006–2007), Portland Trail Blazers (2007), Houston Rockets (2007). Od 2007, po odejściu z Portland, grał ponownie w Houston Rockets. Kilka zespołów chciało go mieć w swoich szeregach, ale on wybrał klub z Houston, gdyż jak sam stwierdził, chce odnowić swoją grę i karierę w barwach klubu w którym zaczynał swoją karierę w NBA.
W 2002 wystąpił w filmie Magiczne buty.

## Osiągnięcia
Na podstawie, o ile nie zaznaczono inaczej.
NCAA
- Uczestnik rozgrywek Sweet 16 turnieju NCAA (1999)
- Zaliczony do:
  - I składu:
    - All-ACC (1999)
    - turnieju ACC (1999)

  - II składu All-American (1999)

NBA
- Debiutant roku NBA (2000)[3]
- Uczestnik:
  - meczu gwiazd NBA (2002–2004)
  - Rising Stars Challenge (2000, 2001)
  - konkursu wsadów NBA (2000, 2002)
- Zaliczony do I składu debiutantów NBA (2000)[4]
- Zawodnik tygodnia NBA (24.01.2000, 14.01.2001, 19.01.2003, 16.03.2003)
- Debiutant miesiąca NBA (grudzień 1999, marzec, kwiecień 2000)